# ولادیمیر گولیکوف
ولادیمیر گولیکوف (انگلیسی: Vladimir Golikov؛ زادهٔ ۲۰ ژوئن ۱۹۵۴) بازیکن هاکی روی یخ اهل روسیه است.